# Tribeni (Salyan)
Tribeni (nep. त्रिबेणी) – gaun wikas samiti w zachodniej części Nepalu w strefie Rapti w dystrykcie Salyan. Według nepalskiego spisu powszechnego z 2011 roku liczył on 1044 gospodarstwa domowe i 4799 mieszkańców (2579 kobiet i 2220 mężczyzn).